# Hexatoma fulvomedia
Hexatoma fulvomedia är en tvåvingeart som beskrevs av Alexander 1956. Hexatoma fulvomedia ingår i släktet Hexatoma och familjen småharkrankar. Inga underarter finns listade i Catalogue of Life.